# Виноградненська сільська рада (Березівський район)
Виногра́дненська сільська́ ра́да — колишня адміністративно-територіальна одиниця та орган місцевого самоврядування в Березівському районі Одеської області. Адміністративний центр — село Виноградне.

## Загальні відомості
Виноградненська сільська рада утворена в 1990 році.
- Територія ради: 92,36 км²
- Населення ради: 1 368 осіб (станом на 2001 рік)

## Населені пункти
Сільській раді були підпорядковані населені пункти:
- с. Виноградне
- с. Садове

## Населення
За переписом населення 2001 року в селі мешкало 1367 осіб.

### Мова
Розподіл населення за рідною мовою за даними перепису 2001 року:
| Мова       | Відсоток |
| ---------- | -------- |
| українська | 91,59 %  |
| російська  | 7,6 %    |
| білоруська | 0,15 %   |
| болгарська | 0,15 %   |
| молдовська | 0,15 %   |
| румунська  | 0,15 %   |
| німецька   | 0,07 %   |

## Склад ради
Рада складалася з 16 депутатів та голови.
- Голова ради: Гнап Олександр Миколайович
- Секретар ради: Косенко Світлана Іванівна

### Керівний склад попередніх скликань
| Прізвище, ім'я, по батькові | Основні відомості                                                 | Дата обрання | Дата звільнення |
| --------------------------- | ----------------------------------------------------------------- | ------------ | --------------- |
| Фабрикант Надія Вікторівна  | Сільський голова, 1960 року народження, позапартійна              | 26.03.2006   | 31.10.2010      |
| Гнап Олександр Миколайович  | Сільський голова, 1974 року народження, освіта середня спеціальна | 31.10.2010   |                 |

Примітка: таблиця складена за даними сайту Верховної Ради України

### Депутати
За результатами місцевих виборів 2010 року депутатами ради стали:

#### За суб'єктами висування
| Суб'єкт висування           | Кількість обраних депутатів | %    |
| --------------------------- | --------------------------- | ---- |
| Самовисування               | 8                           | 50   |
| Партія регіонів             | 7                           | 43,8 |
| Комуністична партія України | 1                           | 6,3  |

#### За округами
| № округу                    | Прізвище, ім'я, по батькові      | Дата визнання обраним | Освіта             | Партійна приналежність            | Відомості про обраного депутата                                     |
| --------------------------- | -------------------------------- | --------------------- | ------------------ | --------------------------------- | ------------------------------------------------------------------- |
| Комуністична партія України |                                  |                       |                    |                                   |                                                                     |
| 14                          | Скібіцький Віктор Миколайович    | 02.11.2010            | середня спеціальна | член Комуністичної партії України | пенсіонер                                                           |
| Партія регіонів             |                                  |                       |                    |                                   |                                                                     |
| 2                           | Серкал Неллі Борисівна           | 02.11.2010            | середня спеціальна | член Партії регіонів              | Виноградненська загальноосвітня школа, кухар                        |
| 5                           | Ткачук Степан Ілліч              | 02.11.2010            | середня спеціальна | член Партії регіонів              | тимчасово не працює                                                 |
| 6                           | Хабунь Наталія Миколаївна        | 02.11.2010            | середня спеціальна | позапартійна                      | Виноградненська сільська рада, начальник військово-облікового столу |
| 8                           | Долга Катерина Іванівна          | 02.11.2010            | середня спеціальна | позапартійна                      | пенсіонер                                                           |
| 11                          | Косенко Світлана Іванівна        | 02.11.2010            | середня спеціальна | позапартійна                      | Виноградненська сільська рада, секретар                             |
| 12                          | Іванча Валентина Богданівна      | 02.11.2010            | середня спеціальна | позапартійна                      | тимчасово не працює                                                 |
| 15                          | Гогуля Борис Миколайович         | 02.11.2010            | середня спеціальна | позапартійний                     | пенсіонер                                                           |
| Самовисування               |                                  |                       |                    |                                   |                                                                     |
| 1                           | Томашевська Світлана Миколаївна  | 02.11.2010            | середня спеціальна | позапартійна                      | Виноградненська сільська рада, землевпорядник                       |
| 3                           | Бем Тетяна Валентинівна          | 02.11.2010            | середня спеціальна | позапартійна                      | Виноградненський сільський клуб, завідувач                          |
| 4                           | Філіпп Надія Олександрівна       | 02.11.2010            | середня спеціальна | позапартійна                      | тимчасово не працює                                                 |
| 7                           | Гнап Ігор Миколайович            | 02.11.2010            | вища               | позапартійний                     | тимчасово не працює                                                 |
| 9                           | Городецький Анатолій Олексійович | 02.11.2010            | вища               | позапартійний                     | пенсіонер                                                           |
| 10                          | Коваль Віктор Якович             | 02.11.2010            | середня            | позапартійний                     | тимчасово не працює                                                 |
| 13                          | Кустол Алла Дмитрівна            | 02.11.2010            | середня спеціальна | позапартійна                      | тимчасово не працює                                                 |
| 16                          | Бараневич Валентина Іванівна     | 02.11.2010            | середня спеціальна | позапартійна                      | тимчасово не працює                                                 |